# Químic

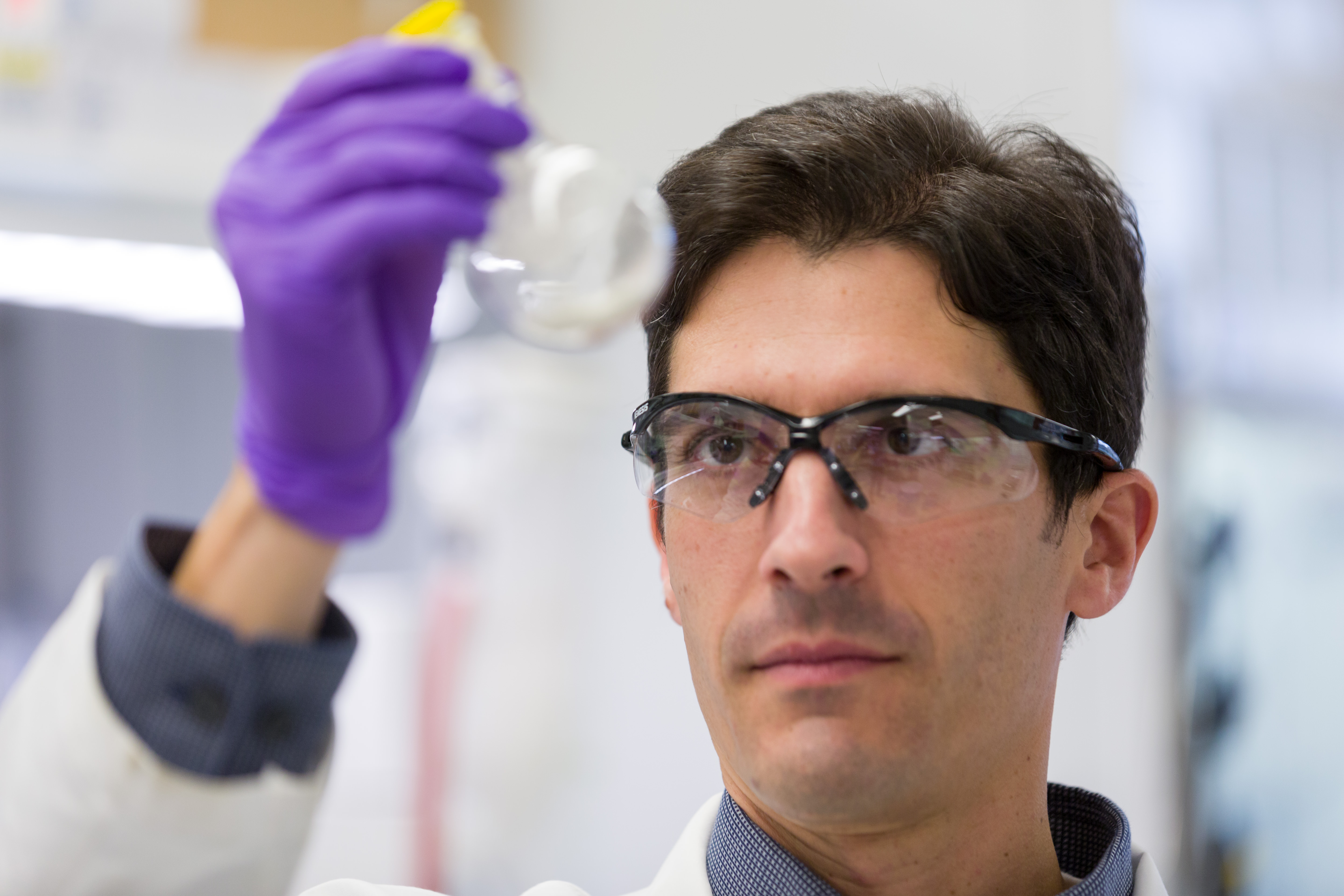
Químic treballant a un laboratori.

Un químic és un científic especialitzat en química, estudia la composició de les substàncies i els canvis que experimenten.
Actualment, els químics treballen en equip amb altres químics, enginyers químics i tècnics químics per a empreses privades de diverses indústries. S'utilitzen en plantes que fabriquen plàstics, tèxtils, cosmètics i productes químics. Treballen en camps com la refinació del petroli, la mineria, el processament d’aliments i la potabilització de l’aigua i el tractament de les aigües residuals. Els governs també tenen químics en àrees com l'agricultura i el control de la contaminació. A més, molts químics treballen per a col·legis i universitats, hospitals i instituts independents de recerca. Alguns treballen en camps com la impressió, la medicina, la química legal, el dret de patents i la ciència de la informació. Alguns químics dediquen tot o una part del temps a ensenyar. Altres participen en vendes o màrqueting. Alguns serveixen com a consultors d’indústries privades o departaments governamentals.

## Químics al llarg de la història

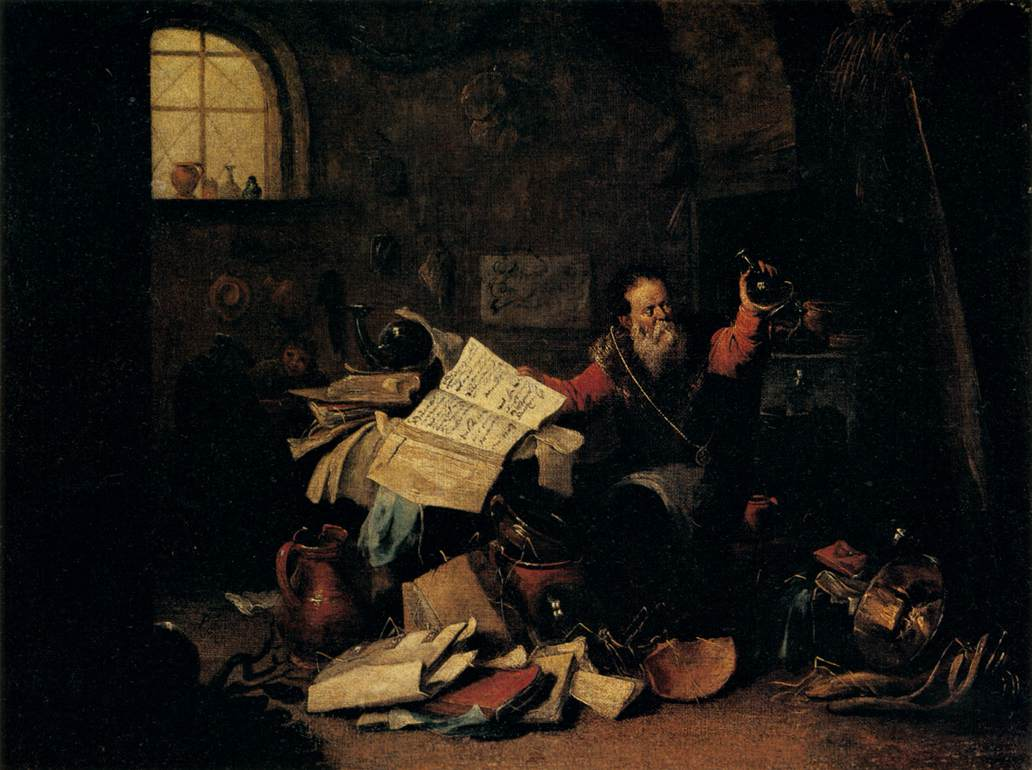
L'alquimista, obra de David Teniers.

La història de la química comença ja a la prehistòria amb la descoberta del foc que va permetre les primeres transformacions controlades de la matèria amb la cocció dels aliments, la fabricació de vidre, de ceràmica i els primers aliatges. Els antics egipcis poden ser considerats els pioners de la química en solució aquosa fa més de quatre mil anys. Vers l'any 1000 aC les antigues civilitzacions utilitzaven tecnologies que avui són la base d'algunes branques de la química: l'extracció de metalls a partir dels seus minerals, la fabricació de terrissa i esmalts, la fermentació per obtenir la cervesa i el vi, la fabricació de pigments per a cosmètics i pintura, l'extracció de productes químics de les plantes per a la medicina i perfumeria, la fabricació de formatge, l'acoloriment dels teixits, l'adob de les pells, la fabricació de sabó a partir de greixos, la fabricació de vidre, i aliatges com el bronze.

La gènesi de la química es pot remuntar a l'observació del fenomen de la combustió que va portar a la metal·lúrgia, l'art i la ciència del processament dels minerals per obtenir metalls. Hom era conscient que era possible transformar uns tipus de matèria en d'altres, però encara no es coneixia amb exactitud el com ni el perquè, ni les seves limitacions. L'avarícia per l'or va portar al descobriment del procés per a la seva purificació, tot i que els principis subjacents no s'entenien bé i es va pensar que es tractava d'una transformació en comptes d'una purificació. Molts erudits d'aquella època pensaven que era raonable de creure que podia existir una manera de transformar metalls barats en or. Això va portar a l'alquímia i a la recerca de la pedra filosofal que es pensava podia obrar la transformació en or pel simple contacte.

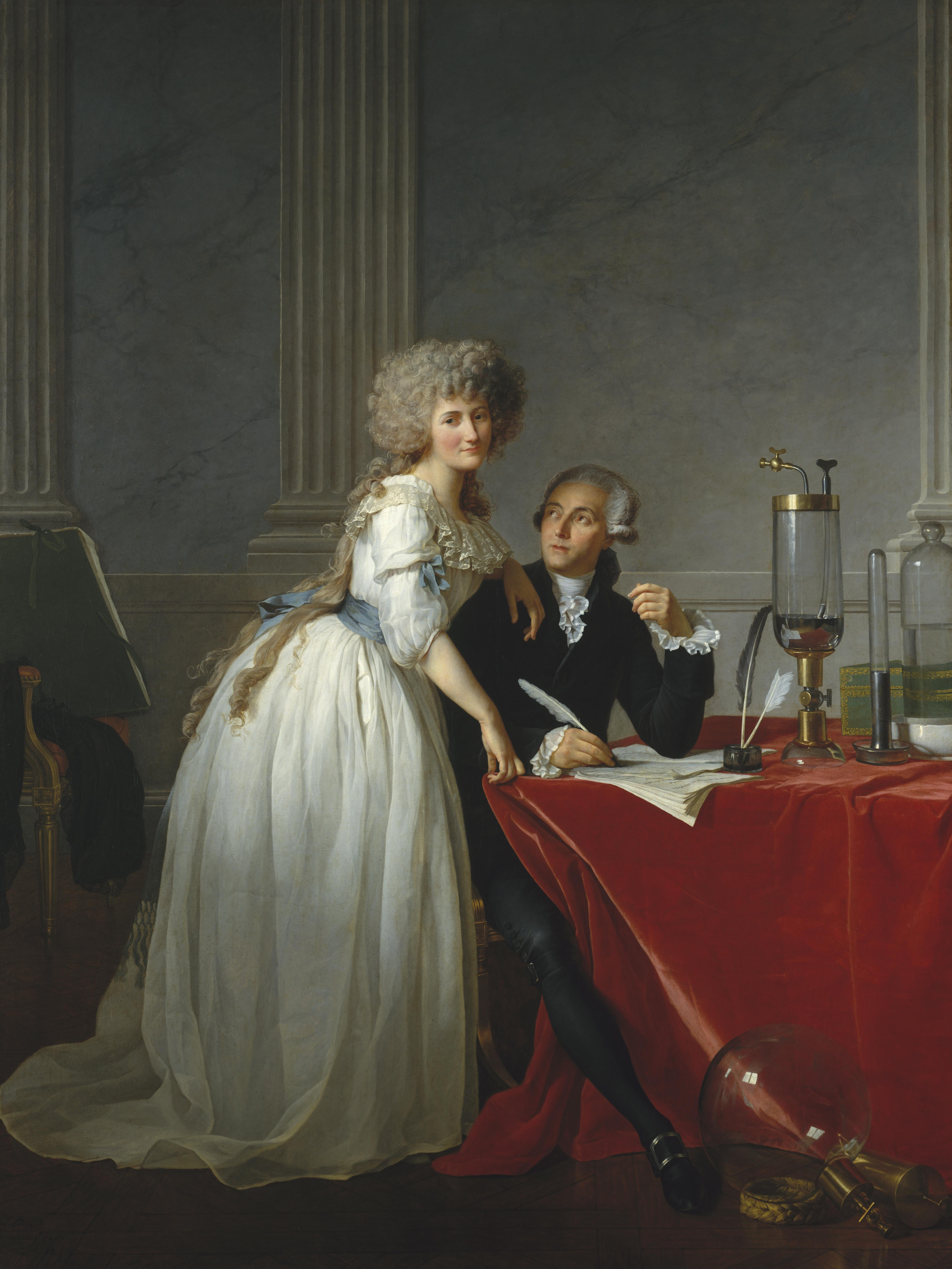
Antoine Laurent Lavoisier i la seva esposa Marie-Anne Pierrette Paulze en un retrat de Jacques-Louis David.

### Edat antiga i edat mitjana
L'atomisme de l'antiga Grècia, iniciat per Leucip i Demòcrit, es remunta al 440 aC, com ho demostraria l'obra De rerum natura (La naturalesa de les coses) escrit pel filòsof i poeta romà Lucreci l'any 50 aC, un llarg poema que descriu el món segons els principis d'Epicur. Gran part del desenvolupament inicial dels mètodes de purificació els descriu Plini el Vell a la seva obra Naturalis Historiae (Història Natural). Els primers pioners de la química, els alquimistes, i del mètode científic modern foren els savis àrabs i perses de l'edat mitjana que n'introduïren l'observació precisa i l'experimentació controlada i descobriren nombroses substàncies químiques. Els alquimistes musulmans més influents foren Jabir ibn Hayyān (m. 815), Al-Kindí (m. 873), Ar-Razí (m. 925), Al-Biruní (m. 1048) i Ibn al-Hàytham (m. 1039). Les obres de Jabir arribaren a ser àmpliament conegudes a Europa a través de traduccions llatines d'un autor anònim del segle xiv, avui anomenat pseudo-Geber, que també escriví alguns llibres sota el pseudònim de “Geber”.

### Edat Moderna

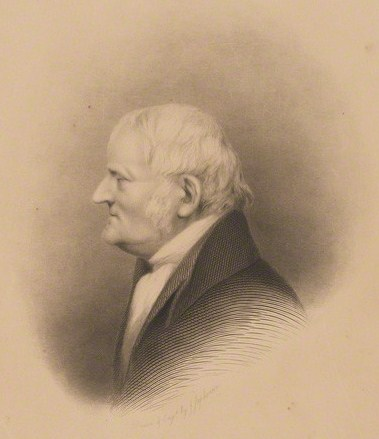
John Dalton autor de la teoria atòmica.

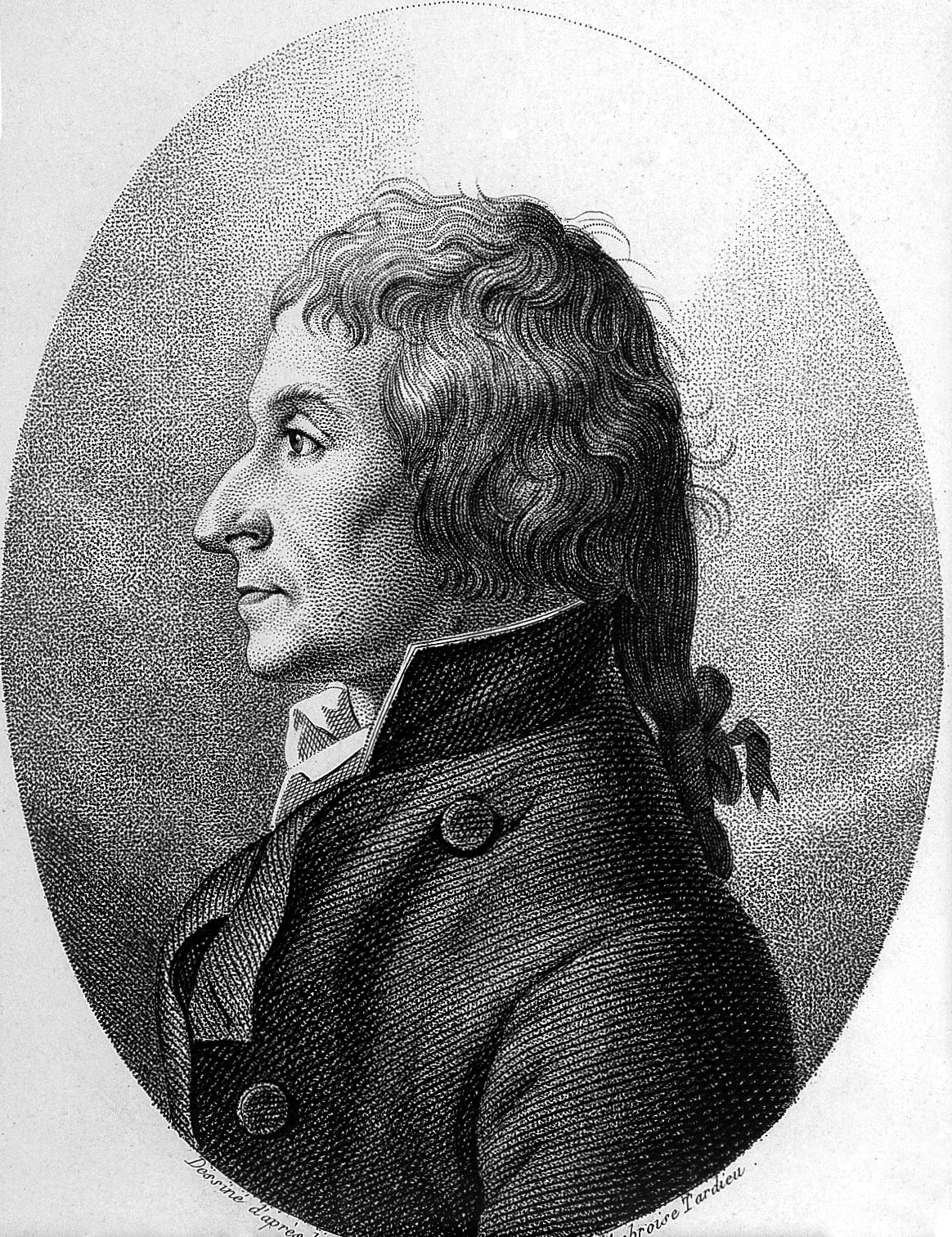
Joseph Louis Proust.

Per a alguns practicants, l'alquímia era un exercici intel·lectual. Paracels (1493-1541), per exemple, rebutjà la teoria dels quatre elements d'Aristòtil i amb una vaga comprensió dels seus productes químics i medicaments creà un híbrid d'alquímia i ciència que seria anomenat iatroquímica. De la mateixa manera, les influències de filòsofs com Francis Bacon (1561-1626) i René Descartes (1596-1650), que exigí major rigor en les matemàtiques i en l'eliminació de biaixos de les observacions científiques, donà lloc a una revolució científica. En química, això començà amb Robert Boyle (1627-1691), que arribà amb una equació sobre les característiques de l'estat gasós coneguda com la llei de Boyle. Tanmateix, la química arribà a la majoria d'edat a finals del segle xviii quan el francès Antoine Lavoisier (1743-1794), considerat per molts el pare de la química moderna, desenvolupà la teoria de la combustió demostrant que la teoria del flogist era errònia, demostrà que l'aigua estava composta d'oxigen i hidrogen i enuncià la llei de conservació de la massa, entre altres aportacions. Les idees sobre la composició variable dels composts foren superades pel francès Joseph Louis Proust (1754-1826) en enunciar la llei de les proporcions definides. El francès Louis Bernard Guyton de Morveau (1737-1816) dissenyà una nomenclatura sistemàtica dels composts químics que és la base de la nomenclatura actual, publicada el 1787.

### Segle XIX
L'anglès John Dalton (1766-1844) formulà la seva teoria atòmica (1808), d'acord amb la qual els elements químics són constituïts per partícules indivisibles i immutables, anomenades àtoms, les quals són diferents d'un element a un altre, essent la combinació química la unió d'àtoms de dos o més elements. És el veritable punt de partida de la química moderna.
El suec Jöns Jacob Berzelius (1779-1948) donà suport a la teoria de Dalton i desenvolupà la notació química moderna. El francès Joseph-Louis Gay-Lussac (1778-1850) enuncià la llei dels volums de combinació, a partir de la qual l'italià Amedeo Avogadro (1776-1856) formulà, l'any 1811, la hipòtesi que volums iguals de tots els gasos, mesurats en les mateixes condicions de pressió i temperatura, contenien el mateix nombre de molècules, i establí clarament el concepte de molècula. L'anglès Michael Faraday (1791-1867) estudià d'una manera sistemàtica l'electròlisi, descobrí les lleis que la regeixen (1833) i creà la terminologia bàsica de l'electroquímica.

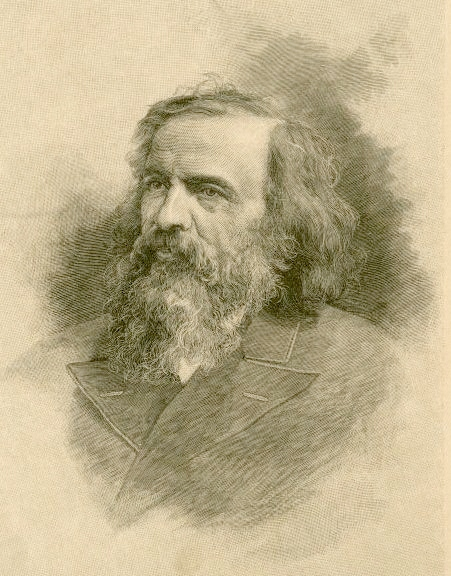
Dmitri I. Mendeléiev, autor de la taula periòdica.

El vitalisme fou lentament superat a partir de la síntesi de la urea, feta per l'alemany Friedrich Wöhler (1800-1882) l'any 1828 a partir del cianat d'amoni, i, sobretot, per la preparació de l'àcid acètic a partir de materials inorgànics, feta per Adolph Wilhelm Hermann Kolbe (1818-1884) l'any 1844. El gran augment en el nombre de composts orgànics coneguts i el perfeccionament de l'anàlisi orgànica elemental, fet per l'alemany Justus von Liebig (1803-1873), mostraren l'existència de substàncies que, tot i ésser essencialment diferents, tenien la mateixa composició elemental, cosa que donà lloc a la introducció del concepte d'isomeria per Berzelius. Robert Bunsen (1811-1899) i Gustav Kirchhoff (1824-1887) d'Alemanya desenvoluparen l'espectroscòpia química a finals de la dècada de 1850.

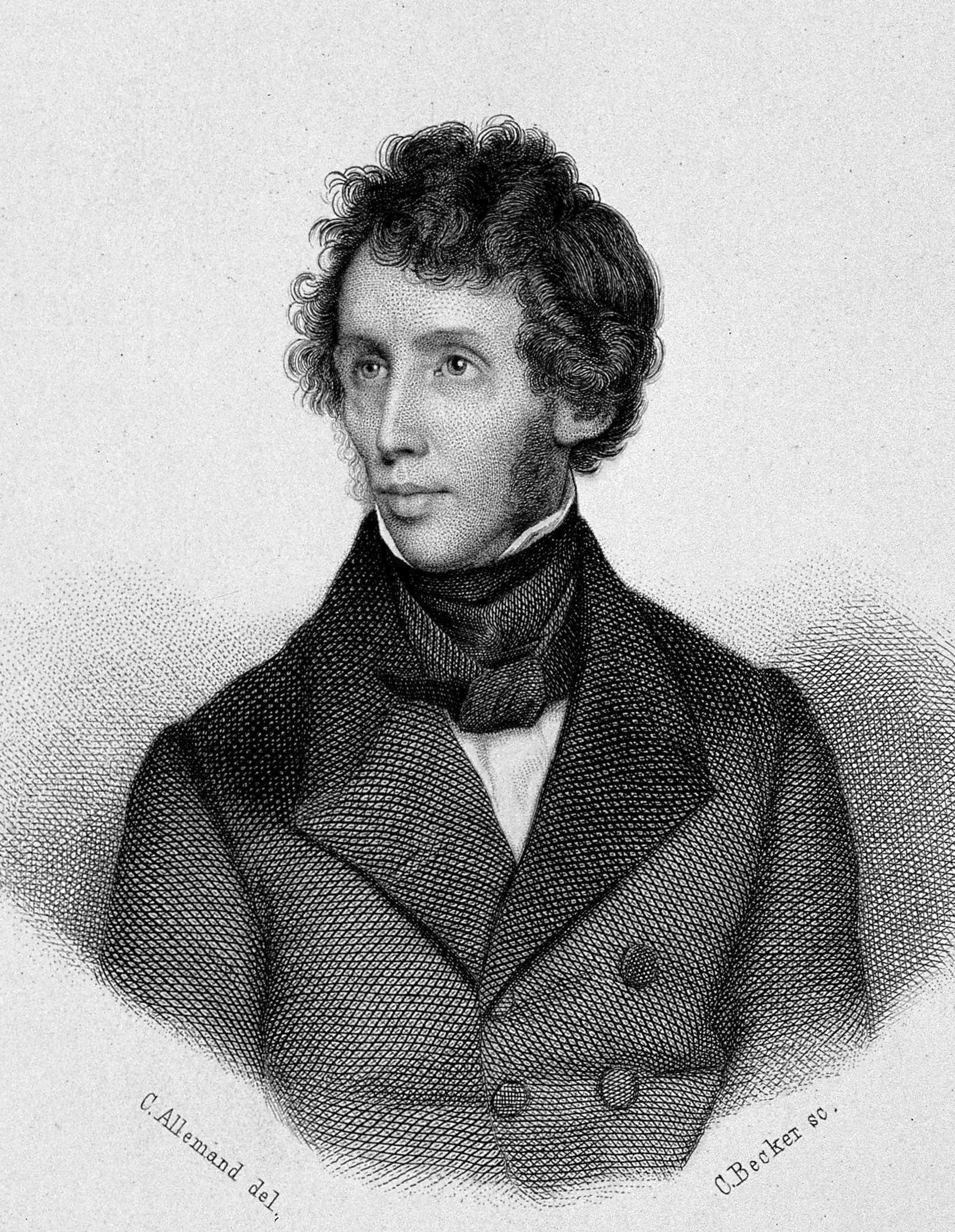
Friedrich Wöhler.

La sistematització en la classificació dels composts orgànics fou possible arran de l'establiment empíric del concepte de funció química i de la introducció, per part de Liebig i Wöhler, de la noció de radical. El gran progrés de la química orgànica experimental, reflectit en els treballs de Charles Adolphe Würtz (1817-1884) i August Wilhelm von Hofmann (1818-1882) sobre les amines, de l'anglès Alexander William Williamson (1824-1904) sobre els èters, de Kolbe sobre els productes de l'electròlisi dels àcids carboxílics i de l'anglès Edward Frankland (1825-1889) sobre els derivats alquil metàl·lics, menà al reconeixement de classes o tipus de composts. D'altra banda, la introducció per Frankland del concepte de valència, entenent-lo com a capacitat de combinació, i el desenvolupament per part de l'alemany Friederich August Kekulé (1829-1896), l'anglès Archibald Scott Couper (1831-1892) i el rus Aleksandr Mikhailovich Butlerov (1828-1886) de la teoria estructural, arran de l'establiment de la quadrivalència dels àtoms de carboni i de la capacitat d'aquests de combinar-se entre ells per formar cadenes, contribuïren a aclarir el problema de la formulació química.

Simultàniament, el problema de la dimensió molecular (massa molecular) fou resolt definitivament per l'italià Stanislao Cannizzaro (1826-1910) en acceptar i aplicar la hipòtesi d'Avogadro. Posteriorment, les idees de Cannizzaro i el descobriment de nous elements permeteren al rus Dmitri Mendeléiev (1834-1907) i a l'alemany Julius Lothar Meyer (1830-1895) de classificar els elements d'acord amb llur massa atòmica i llur caràcter químic en un sistema periòdic (1869). Històricament, l'inici de la segona meitat del segle xix representa, a conseqüència del gran increment adquirit en els coneixements químics, la fi del químic general i el naixement de l'especialista, inicialment en les branques orgànica, inorgànica i analítica, i, cap a la fi del segle, en la de la química física, la industrial i la biològica.

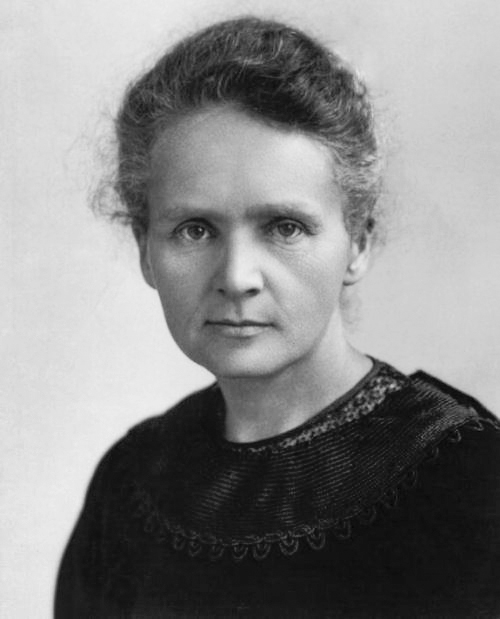
Marie Curie, primera dona en guanyar un premi Nobel de Química.

En el camp de l'estudi de les dissolucions destaquen els treballs del suec Svante August Arrhenius (1959-1927), del francès François Marie Raoult (1830-1901) i del neerlandès Jacobus van't Hoff (1852-1911), primer guardonat amb el premi Nobel de Química. L'estatunidenc Josiah Willard Gibbs (1839-1903), els francesos Marcellin Berthelot (1827-1907) i Pierre Duhem (1861-1916) i els alemanys Hermann von Helmholtz (1821-1894) i Wilhelm Ostwald (1853-1932) aplicaren els conceptes d'energia i entropia a la química als anys les dècades dels 70 i 80. A finals de segle el descobriment de la radioactivitat obrí un nou camp de recerca, la radioquímica, destacant la polonesa Marie Curie (1867-1934), primera dona en rebre un premi Nobel.

### Segle XX
Al començament del segle xx els físics donaren un nou impuls a la química gràcies al descobriment de l'estructura atòmica i a la formulació de la mecànica quàntica. Es pogué definir clarament el concepte d'element químic sobre la base del nombre atòmic i explicar la llei periòdica i les semblances entre elements químics amb configuracions electròniques semblants. Així mateix, la formulació de la mecànica quàntica donà suport a teories de l'enllaç químic (teoria d'enllaç de valència, teoria d'orbitals moleculars) camp en què destacà l'estatunidenc Linus Carl Pauling (1901-1994). Paral·lelament es desenvoluparen noves tècniques d'anàlisi química: ressonància magnètica nuclear, cromatografia de gasos, espectroscòpia d'infraroig, espectroscòpia atòmica, espectroscòpia Raman, espectroscòpia de masses, etc.

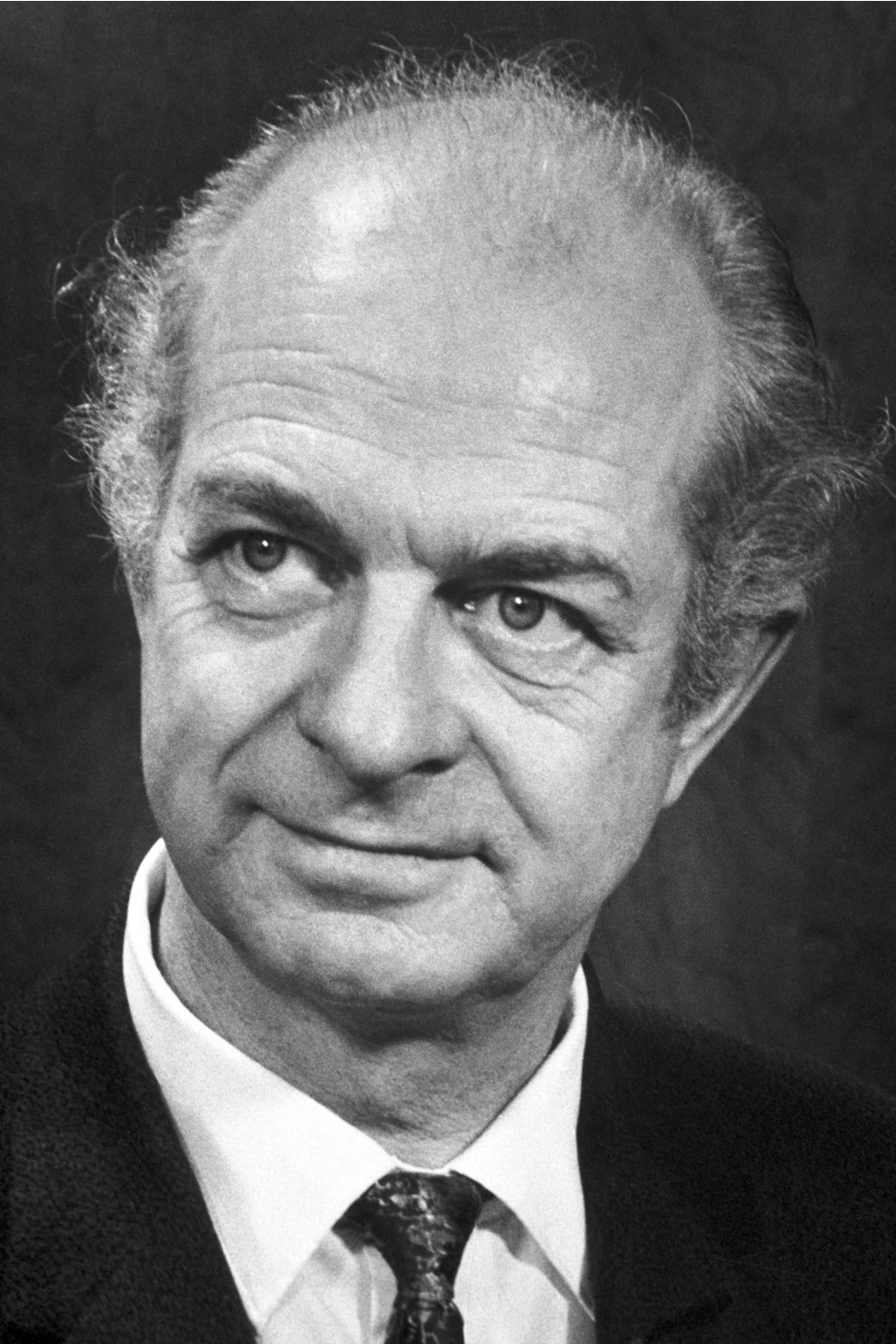
Linus Pauling.

La teoria àcid-base de Brønsted i Lowry, formulada pel danès Johannes Nicolaus Brønsted (1879-1947) i l'anglès Thomas Martin Lowry (1874-1936), el 1923, i la de Lewis, formulada pel nord-americà Gilbert Newton Lewis el mateix any, aportaren a principis de segle una base sòlida per a la interpretació de moltes reaccions químiques i dels mecanismes de la catàlisi.

## Recerca

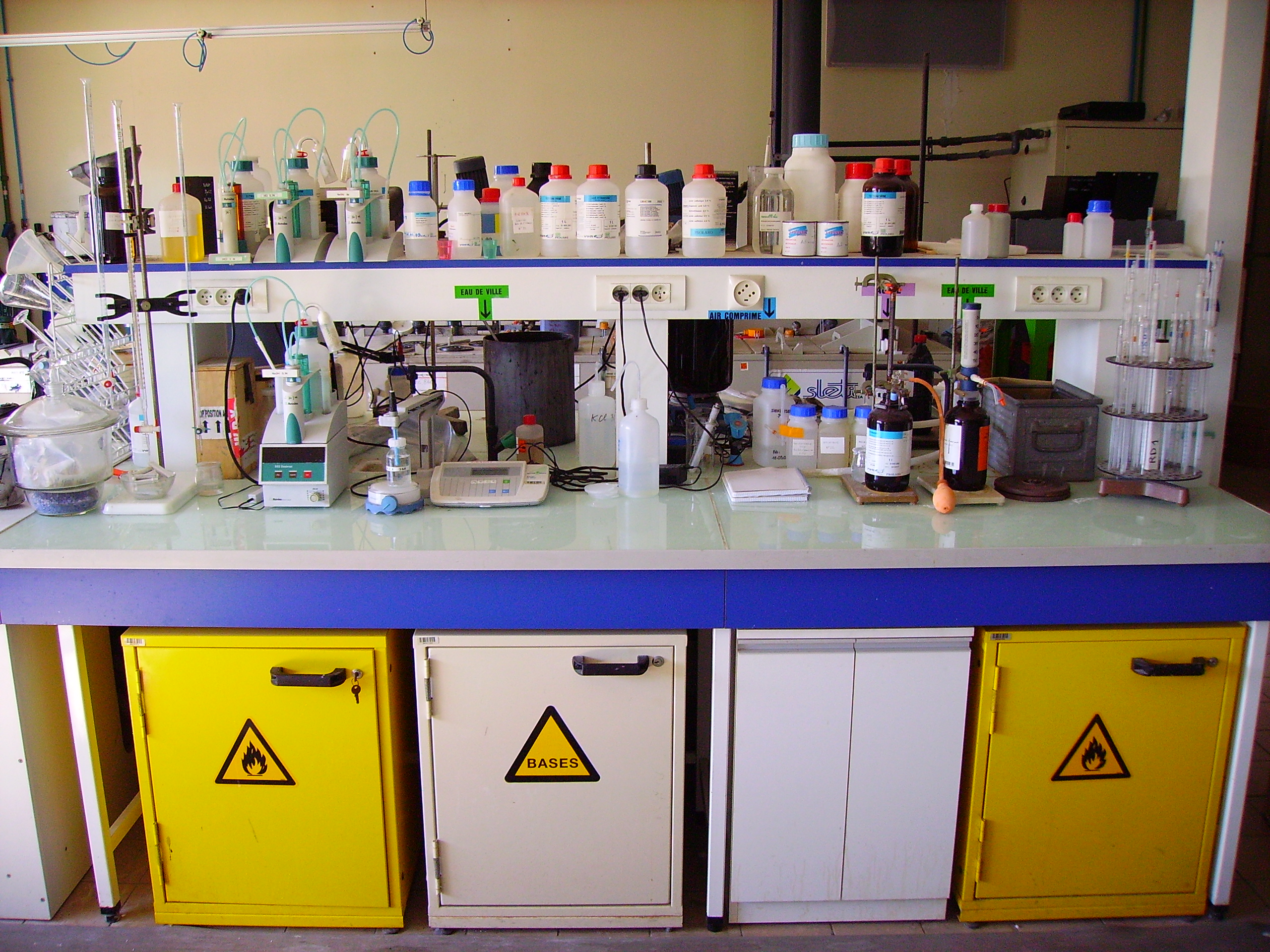
Taula d'un laboratori químic actual.

Més de la meitat de tots els químics treballen en recerca i desenvolupament. Alguns químics participen en la investigació bàsica i intenten obtenir coneixement sobre les substàncies. També estudien la forma en què aquestes substàncies es combinen i reaccionen entre si. La investigació bàsica sovint condueix al desenvolupament de nous productes. Per exemple, la investigació sobre la formació de molècules més grans a partir de la unió de les més petites conduí al desenvolupament de plàstics sintètics. Altres investigadors químics treballen en problemes més pràctics o domèstics. Per exemple, poden treballar per desenvolupar un teixit que no es cremi, no s’embruti ni s’arrugui fàcilment. Sovint han de dur a terme moltes proves de laboratori abans de poder crear el producte desitjat.

## Indústria
Molts químics treballen en la producció i el control de qualitat. Per exemple, poden treballar amb enginyers químics per desenvolupar instruccions exactes per barrejar els ingredients necessaris per produir enormes quantitats de pintura en una fàbrica de pintura. Els químics que participen en el control de qualitat poden supervisar les proves de mostres d’aquesta pintura per assegurar-se que compleix certes normes.

## Especialitats

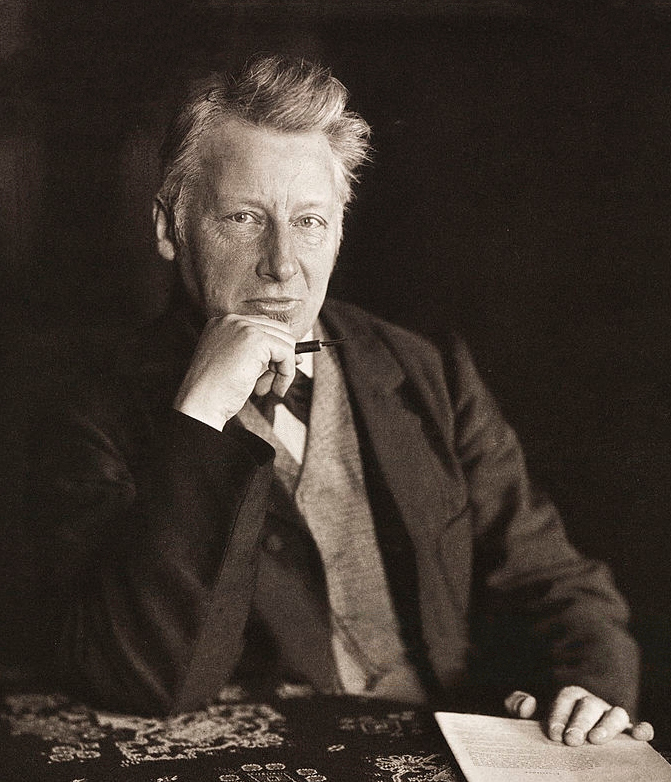
Jacobus van 't Hoff, primer guardonat amb el Premi Nobel de Química l'any 1901.

Hi ha diversos grans camps de la química:
- Els químics orgànics s’especialitzen en compostos que contenen l'element carboni. Aquests compostos inclouen matèria animal i vegetal, plàstics i altres substàncies.
- Els químics inorgànics treballen amb compostos que no contenen carboni, com ara metalls, minerals i altres substàncies. El seu treball pot implicar materials que s’utilitzaran en circuits d’estat sòlid per a equips electrònics.
- Els químics físics treballen amb les teories bàsiques de la química. Per exemple, estudien com s’alteren els nivells d’energia quan les substàncies experimenten canvis químics. El treball dels químics físics de vegades condueix al desenvolupament de noves fonts d’energia.
- Els químics analítics estudien la composició de les substàncies. Fan servir equips i tècniques especials de laboratori per determinar la composició exacta d’una mostra, com ara un tros de roca lunar. Aquests químics també calculen les concentracions de determinats composts químics a l'aigua del subministrament d'una ciutat.
- Els bioquímics estudien la química dels éssers vius. Hi ha molts altres tipus de químics, inclosos els especialitzats en química dels aliments o química clínica.[1]